# Centruroides bulbifera
Centruroides bulbifera är en skalbaggsart som beskrevs av Stefan von Breuning 1940. Centruroides bulbifera ingår i släktet Centruroides och familjen långhorningar.
Artens utbredningsområde är Burma. Inga underarter finns listade.